# 17084 Sundararajan
17084 Sundararajan è un asteroide della fascia principale. Scoperto nel 1999, presenta un'orbita caratterizzata da un semiasse maggiore pari a 2,986338 UA e da un'eccentricità di 0,087014, inclinata di 10,448875° rispetto all'eclittica. Ha un diametro di 6,161 km.